# Gelsemium sempervirens
Gelsemium sempervirens är en tvåhjärtbladig växtart som beskrevs av William Aiton. Gelsemium sempervirens ingår i släktet Gelsemium och familjen Gelsemiaceae. Inga underarter finns listade i Catalogue of Life.